# Der Pate von Bombay (Fernsehserie)
Der Pate von Bombay (Originaltitel Sacred Games, englisch für Heilige Spiele) ist eine indische Fernsehserie des Video-on-Demand-Anbieters Netflix. Sie ist zudem die erste Netflix-Eigenproduktion aus Indien. Die Idee zur Serie stammt von dem indischen Regisseur und Drehbuchautor Vikramaditya Motwde. Dieser wurde von dem Netflix-Vizepräsidenten Erik Barmack gebeten, indische Programme für die Plattform zu kreieren. Motwane entschied sich, den 2006 erschienenen Roman Der Pate von Bombay des Schriftstellers Vikram Chandra zu adaptieren. Nachdem die Drehbücher verfasst wurden, bat Motwane seinen Kollegen Anurag Kashyap, mit ihm zusammen Regie zu führen, dieser nahm das Angebot an. Motwane führte bei den Szenen des Protagonisten Regie, während Kashyap die Sequenzen des Antagonisten leitete.
Die Serie feierte am 6. Juli 2018 ihre Premiere. Sie wird in 191 Ländern ausgestrahlt, allerdings sind auch in Staaten wie Deutschland, Frankreich oder Italien, in denen ausländische Produktionen üblicherweise synchronisiert werden, die Dialoge mit Untertiteln übersetzt. Im September 2018 gab Netflix bekannt, eine zweite Staffel bestellt zu haben, die am 15. August 2019 zum ersten Mal ausgestrahlt wurde. Am 5. Januar 2021 gab der Hauptdarsteller Nawazuddin Siddiqui bekannt, dass es keine dritte Staffel geben wird, weil die Romanverlage bereits durch die ersten beiden Staffeln vollständig adaptiert worden sei.

## Handlung
Sartaj Singh, ein frustrierter, tablettensüchtiger Ermittler der Polizei in Mumbai, sucht stets nach Anerkennung, obwohl er seinen Arbeitgeber zugleich verabscheut. Er erhält eines Tages einen Anruf des seit 16 Jahren verschwundenen Gangster-Bosses Ganesh Gaitonde. Dieser sagt ihm, dass die Stadt in 25 Tagen zerstört werden wird. Während seiner gefährlichen Ermittlungen in der Unterwelt Mumbais ist Sartaj auf die Hilfe von Anjali Mathur angewiesen, die als Agentin beim indischen Geheimdienst RAW tätig ist.

## Besetzung

### Hauptrollen
| Rolle                  | Schauspieler                           |
| ---------------------- | -------------------------------------- |
| Inspektor Sartaj Singh | Saif Ali Khan Affan Khan (jung)        |
| Ganesh Gaitonde        | Nawazuddin Siddiqui Sunny Pawar (jung) |
| Agentin Anjali Mathur  | Radhika Apte                           |
| Khanna Guruji          | Pankaj Tripathi                        |
| Batya Abelman          | Kalki Koechlin                         |
| Shahid Khan            | Ranvir Shorey                          |

### Nebenrollen
| Rolle                    | Schauspieler          |
| ------------------------ | --------------------- |
| DCP Dilip Parulkar       | Neeraj Kabi           |
| Deepak „Bunty“ Shinde    | Jatin Sarna           |
| Kukoo                    | Kubra Sait            |
| Constable Ashok Katekar  | Jitendra Joshi        |
| Subhadra                 | Rajshri Deshpande     |
| Zoya Mirza / Jamila      | Elnaaz Norouzi        |
| Malcolm Mourad           | Luke Kenny            |
| Inspektor Majid Ali Khan | Aamir Bashir          |
| Nayanika Sehgal          | Geetanjali Thapa      |
| Jojo Mascarenas          | Surveen Chawla        |
| Kanta Bai                | Shalini Vatsa         |
| Kusum Devi Yadav         | Amruta Subhash        |
| Bipin Bhosale            | Girish Kulkarni       |
| Megha Singh              | Anupriya Goenka       |
| Bada Badariya            | Danish Pandor         |
| Chota Badariya           | Anil Charanjeet       |
| Mathu                    | Vikram Kochar         |
| ACIO Markand             | Samir Kochhar         |
| Trivedi                  | Chittaranjan Tripathy |
| ASI Dhobale              | Rajendra Shisatkar    |
| Mikki                    | Sukhmani Sadana       |
| Paritosh Shah            | Muni Jha              |
| Karan Malhotra           | Karan Wahi            |
| Salim Kaka               | Nawab Shah            |
| Purushottam Baria        | Saanand Verma         |
| Constable Dilbagh Singh  | Jaipreet Singh        |
| Suleiman Isa             | Saurabh Sachdeva      |
| Shalini Katekar          | Neha Shitole          |
| ATS-Analystin Rama       | Smita Tambe           |
| Mary Mascarenas          | Harshita Gaur         |
| Harsha Baria             | Priyanka Setia        |
| Gaitondes Vater          | Sandesh Kulkarni      |
| Gaitondes Mutter         | Vibhavari Deshpande   |
| Mathur                   | Joy Sengupta          |
| Kushal                   | Amey Wagh             |
| Gaitondes Bruder         | Jaimin Panchal        |

## Episodenliste

### Staffel 1
| Nr. (ges.) | Nr. (St.) | Deutscher Titel | Originaltitel | Regie                                 | Drehbuch     |
| --- | --------- | --------------- | ------------- | ------------------------------------- | ------------ |
| 1 | 1         | Ashwathama      | Ashwathama    | Vikramaditya Motwane & Anurag Kashyap | Varun Grover |
| In Mumbai wird eine Frau ermordet, nachdem sie einen Mann verspottet hat. Der ermittelnde Inspektor Sartaj Singh arbeitet für die Polizei der Großstadt. Er ist von Schlaftabletten abhängig und verabscheut insgeheim seinen Arbeitgeber, da viele seiner Kollegen korrupt sind. Er hat zudem Probleme mit seinem Vorgesetzten, Ober-Polizeirat Parulkar, da bei einem Einsatz ein unbeteiligter Jugendlicher erschossen wurde. Eines Abends erhält Sartaj einen Anruf von Ganesh Gaitonde, dem Mörder der Frau. Er ist ein berüchtigter und einflussreicher Verbrecher, der vor 16 Jahren spurlos verschwand. Er erzählt seine Lebensgeschichte, wie er vom Sohn eines frommen Brahmanen zu einem gefürchteten Gangster der 1980er wurde. Sartaj hört ihm nicht wirklich zu, bis Ganesh den Namen Dilbag Singh erwähnt, Sartajs Vater. Anjali Mathur, eine Agentin des indischen Nachrichtendienstes Research and Analysis Wing, kurz RAW, kann den Anruf auf das Lagerhaus einer Mall zurückverfolgen. Sartaj verschafft sich mit einem Bulldozer Zugang und steht Ganesh gegenüber. Dieser teilt Sartaj mit, dass Mumbai in 25 Tagen zerstört und nur ein Mann namens Trivedi gerettet wird. Daraufhin erschießt er sich selbst. |           |                 |               |                                       |              |
| 2 | 2         | Halahala        | Halahala      | Vikramaditya Motwane & Anurag Kashyap | Smita Singh  |
| Sartaj wird suspendiert, da er in den Augen von Parulkar im Fall des getöteten Jugendlichen nicht kooperiert hat. Er kehrt dennoch zum Tatort zurück, stiehlt die Autoschlüssel und findet so den Wagen der Frau. Sartaj wendet sich an Anjali und bittet sie, die Identität der Frau herauszufinden. Durch Überprüfung des Kennzeichens stellt sich heraus, dass es sich bei der Toten um Jojo Mascarenas handelt, eine Casting-Agentin, die zudem als Zuhälterin mittellose Schauspielerinnen an Freier, unter anderem Ganesh, vermittelt hat. Sartaj findet in ihrem Haus eine große Menge Falschgeld und benachrichtigt Anjali. Diese findet heraus, dass dies mit einem eingestellten Fall zusammenhängt, in dem sie gegen den pakistanischen Geheimdienst ISI ermittelt hat. Danach wird Anjali in ein Restaurant gerufen, in dem ein Bewaffneter fast alle Gäste getötet hat. Der einzige, schwer verletzte Überlebende wird von ihr ins Krankenhaus gebracht. Es ist Mathu, ein älterer Mann, der früher mit Ganesh zusammengearbeitet hat. Ihm wird im Krankenbett von einem Unbekannten Gift injiziert, woran er stirbt. Unterdessen verlangt eine junge Bollywood-Schauspielerin von ihrem Informanten bei der Polizei, dass er die von Jojo über sie angefertigte Akte besorgen soll, da sonst etwas passiere. Parallel hierzu wird Ganeshs Geschichte weitererzählt: In den achtziger Jahren wird er von einem Paten zusammengeschlagen, der einen Slum beherrscht. Zudem trifft er auf Parulkar, der damals ein junger Assistent des Inspektors war. Ganesh beschließt nach diesem Erlebnis, eine Bande zusammen zu stellen, und sucht auf der Straße nach Mitgliedern. |           |                 |               |                                       |              |
| 3 | 3         | Atapi Vatapi    | Atapi Vatapi  | Vikramaditya Motwane & Anurag Kashyap | Smita Singh  |
| Sartaj prügelt sich mit seinem Kollegen Inspektor Majid Ali Khan, was aber auf der Wache ein recht normales Ereignis ist. Anschließend ermittelt er weiter im Mordfall der Casting-Agenten und kommt so auf die Spur von Nayanika, einer Darstellerin in einer Seifenoper, die eine Prostituierte von Jojo war und regelmäßig Sex mit Bunty hat. Sartaj und Anjali können sie überreden, Bunty mit ihrer Hilfe eine Falle zu stellen. In einer weiteren Rückblende wird erklärt, welche Rolle Bunty in Ganeshs Vergangenheit spielt: Er ist das treueste Mitglied in der Verbrecherbande, ein Kleinkrimineller und hinduistischer Fundamentalist, der Mumbai hasst. Er streitet sich oft mit Chota Badariya, einem weiteren Mitglied, da dieser ein Muslim ist und zudem eine Beziehung mit Buntys Schwester anfängt. Währenddessen verliebt sich Ganesh in Kukoo, eine trans Frau, die die Geliebte von Suleiman Isa, dem Kopf einer verfeindeten Bande, ist. Während einer Schießerei gelingt es Ganesh, Kukoo zu entführen und sie zu sich nach Hause zu bringen. Ihr zuliebe will er das Dasein als Krimineller aufgeben und in Zukunft nur noch legale Geschäfte machen. |           |                 |               |                                       |              |
| 4 | 4         | Brahmahatya     | Brahmahatya   | Vikramaditya Motwane & Anurag Kashyap | Vasant Nath  |
| Sartajs Plan scheitert, als Bunty die versteckte Kamera findet, die von Nayanika in seinem Haus versteckt wurde. Sartaj, der draußen wartet, wird von Buntys Schergen gesehen und reingebracht. Er versucht, Bunty zu entlocken, was in ein paar Tagen in Mumbai passieren wird. Bunty redet aber nicht, sondern lässt Sartaj zurück und eilt mit seinen Schergen und Nayanika zu einem verlassenen Lagerhaus am Stadtrand. Dort trifft er sich mit einer mysteriösen Gestalt, die in vorherigen Folgen mehrmals aufgetaucht war und deren Aufgabe es ist, Beweise verschwinden zu lassen. In einer erneuten Rückblende realisiert Ganesh, dass die Politik ein äußerst lukratives Geschäft sein kann. Für 50 Lakh beeinflusst er die Wahl zugunsten des jungen Politikers Bipin Bhosale, der in der Zukunft der indische Innenminister sein wird. Am Ende des Rückblicks und somit der Folge wird Ganesh von einem Burka-tragenden Unbekannten mit einer Waffe bedroht. |           |                 |               |                                       |              |
| 5 | 5         | Sarama          | Sarama        | Vikramaditya Motwane & Anurag Kashyap | Vasant Nath  |
| Anjali hat eine sehr negative Meinung über Nayanika, weswegen sie sich weigert, dieser zur Hilfe zu kommen. Sartaj ist davon enttäuscht und begibt sich alleine zum Lagerhaus, um sie zu retten. Dort wird er von Bunty und seinen Kumpanen umzingelt, jedoch kommen seine Kollegen der Polizei von Mumbai rechtzeitig. Allerdings verhaften sie Bunty nicht, sondern erschießen auf Parulkars Anweisung hin sowohl ihn als auch Nayanika. Am Ende der Folge wird die Bollywood-Schauspielerin aus der zweiten Folge von ihrem Kollegen und Freund erpresst. Sie soll in seiner Eigenproduktion mitspielen, da er sonst ihre Verwicklung in den Gaitonde-Skandal preisgibt. In der nächsten Rückblende aus dem Jahr 1992 entstehen Unruhen im Land, woraufhin sich die Feindschaft zwischen Ganesh und Suleiman verschärft. Ganeshs Leute töten eine große Anzahl von feindlichen Mitgliedern. Kurz darauf beschließt Ganesh, zu heiraten, um sesshaft zu werden. An seinem Hochzeitstag wird einer seiner engsten Vertrauten von Suleiman ermordet, was dieser als sein „Hochzeitsgeschenk“ betrachtet. Die Heirat mit Ganeshs Haushälterin wird dennoch vollzogen. |           |                 |               |                                       |              |
| 6 | 6         | Pretakalpa      | Pretakalpa    | Vikramaditya Motwane & Anurag Kashyap | Smita Singh  |
| Sartaj besucht seine Mutter, um eine Verbindung zwischen Ganesh und seinem Vater zu finden, kommt aber mit leeren Händen zurück. Sartajs Kollege Kateka ermittelt derweil im Falle eines verschwundenen jungen Moslems, der in einem Slum wohnt. Er findet heraus, dass der Vermisste einen Laden in der Nähe ausgeraubt hat und vermutlich untergetaucht ist. Als er und Sartaj die Gang des jungen Mannes ausfindig machen, eskaliert die Situation, alle Gang-Mitglieder sowie der Assistent von Sartaj werden hierbei getötet. In der Zwischenzeit fügt sich die Bollywood-Schauspielerin selbst eine Verletzung zu, trifft sich mit ihrem Informanten von der Polizei und beschuldigt ihren Freund, ihr weh getan zu haben. Zudem sagt sie, dass dieser einen Hund getötet hat, was in Indien zu einer Gefängnisstrafe führen kann. In einem weiteren Rückblick findet Ganesh heraus, dass sein Banden-Mitglied Chota ein Maulwurf ist und Suleiman mit Informationen versorgt. Vollkommen erbost tötet Ganesh daraufhin sowohl Chota als auch seinen Bruder. |           |                 |               |                                       |              |
| 7 | 7         | Rudra           | Rudra         | Vikramaditya Motwane & Anurag Kashyap | Vasant Nath  |
| Obwohl die Bollywood-Schauspielerin Verbindungen bis in die obersten Polizeikreise hat, gelingt es Sartaj, sie aufzuspüren und zu befragen, da er sie neben weiteren Personen verdächtigt, etwas mit dem bevorstehenden Anschlag zu tun zu haben. Als ihn dies nicht wirklich weiterbringt, verbündet er sich erneut mit Anjali. Die beiden beschließen, Trivedi ausfindig zu machen, da dieser laut Ganesh den Anschlag als Einziger überleben wird. Sie kommen an Trivedis Haus an, er gibt ihnen schließlich eine Adresse. Während Sartaj dort hinfährt, taucht dieselbe mysteriöse Gestalt aus vorherigen Episoden im Haus auf. Es handelt sich um einen Inder mit ägyptischen Wurzeln, der Anjali erschießt. Mehrere rivalisierende Gang-Mitglieder wollen Ganesh in der Rückblende töten, allerdings stirbt dabei nicht er, sondern seine Ehefrau Subhadra. Deshalb ermordet er in den nächsten Tagen wahllos Menschen auf der Straße und zündet ganze Slums an, in denen muslimische Familien wohnen. Er wird kurz darauf verhaftet und im Gefängnis täglich brutal verprügelt. Allerdings geschieht dies nicht, wie er vermutet, aus Rache an den Morden, sondern um ihn zu brechen, da ein Guru die Schläger beauftragt. |           |                 |               |                                       |              |
| 8 | 8         | Yayati          | Yayati        | Vikramaditya Motwane & Anurag Kashyap | Varun Grover |
| Sartaj findet schließlich heraus, dass sein Vater nicht korrupt, sondern nur ein gewöhnlicher Gefängniswärter war. Er behandelte Ganesh im Gegensatz zu seinen Kollegen freundlich und brachte ihm jeden Tag Essen und Wasser, weswegen Ganesh seinen Namen nach seiner Haft nicht vergessen hatte. Seine Nachforschungen führen ihn zu einem Raum, in dem sich in Holzkisten Dutzende hochgefährliche Waffen befinden. Er wird kurz darauf überwältigt, gefesselt und zu dem mysteriösen Mann gebracht. Dieser sagt ihm, dass die Beschaffung der Waffen von Innenminister Bipin Bhosale befohlen wurde. Wenig später stürmen Sartajs Kollegen das Versteck und beschlagnahmen die Waffen. Bipin wird vom Nationalen Sicherheitsberater befragt, redet aber nicht. Später macht er gegenüber Parulkar Bemerkungen, die auf einen drohenden Religions-Konflikt hindeuten. Am Ende der Staffel findet Sartaj schließlich mithilfe einer Fernsehansprache des Gurus, der Ganesh im Gefängnis foltern ließ, eine Art Bunker, in dem sich Materialien befinden, die nach einem atomaren Angriff überlebenswichtig sind. |           |                 |               |                                       |              |
| Am 6. Juli 2018 wurden alle Folgen der Staffel gleichzeitig bei Netflix veröffentlicht. |           |                 |               |                                       |              |

### Staffel 2
| Nr. (ges.)                                                                                 | Nr. (St.) | Deutscher Titel | Originaltitel | Regie                           | Drehbuch       |
| ------------------------------------------------------------------------------------------ | --------- | --------------- | ------------- | ------------------------------- | -------------- |
| 9                                                                                          | 1         | Matsya          | Matsya        | Neeraj Ghaywan & Anurag Kashyap | Vikram Chandra |
| 10                                                                                         | 2         | Siduri          | Siduri        | Neeraj Ghaywan & Anurag Kashyap | Vikram Chandra |
| 11                                                                                         | 3         | Apasmara        | Apasmara      | Neeraj Ghaywan & Anurag Kashyap | Vikram Chandra |
| 12                                                                                         | 4         | Bardo           | Bardo         | Neeraj Ghaywan & Anurag Kashyap | Vikram Chandra |
| 13                                                                                         | 5         | Vikarna         | Vikarna       | Neeraj Ghaywan & Anurag Kashyap | Vikram Chandra |
| 14                                                                                         | 6         | Azrael          | Azrael        | Neeraj Ghaywan & Anurag Kashyap | Vikram Chandra |
| 15                                                                                         | 7         | Torino          | Torino        | Neeraj Ghaywan & Anurag Kashyap | Vikram Chandra |
| 16                                                                                         | 8         | Radcliffe       | Radcliffe     | Neeraj Ghaywan & Anurag Kashyap | Vikram Chandra |
| Am 15. August 2019 wurden alle Folgen der Staffel gleichzeitig bei Netflix veröffentlicht. |           |                 |               |                                 |                |

## Trivia
- Die Episodentitel sind Anspielungen auf Elemente der hinduistischen Mythologie: Ashwathama ist ein Charakter aus dem Epos Mahabharata, den Krishna zur Strafe mit dem Fluch der Unsterblichkeit belegt. Halahala bezeichnet ein Gift, das aus dem Milchozean gewonnen wird. Aatapi und Vatapi sind zwei Dämonen, die Reisende zuerst freundlich behandeln und anschließend töten. Brahmahatya bezeichnet den Mord an einem Brahmanen, der im Hinduismus als schweres Verbrechen gilt. Sarama ist eine Göttin, die einem Hund ähnelt. Pretakalpa bezeichnet das Lernen der hinduistischen Riten, um erfolgreich eine Kremation durchführen zu können. Rudra ist eine böse Form des Gottes Shiva. Yayati ist ein König, der aufgrund eines Fluches bereits in jungen Jahren stark altert.[6]
- Kukoo und Malcolm Murad werden im Buch nur einmal kurz erwähnt. In der Serie sind sie als Ganeshs Geliebte beziehungsweise als Auftragsmörder in bedeutenden Nebenrollen zu sehen.[7]
- Im Gegensatz zu ihrer Figur Kukoo ist Kubra Sait nicht trans, weswegen sie für die Rolle einen künstlichen Penis tragen musste.[8]
- Die Charaktere sprechen neben Hindi andere indische Sprachen, beispielsweise Marathi, Panjabi und Gujarati. Laut dem Regisseur Anurag Kashyap soll dies den Zuschauern vermitteln, wie Indien wirklich ist.[9]
- Rajeev Kumar Sinha, ein Mitglied des Indischen Nationalkongresses, und Suresh Shyamal Gupta, der Präsident der größten indischen Gewerkschaft, reichten am 10. Juli 2018 Klage gegenüber Netflix und dem Hauptdarsteller Nawazuddin Siddiqui ein, da in einer Szene angeblich der ehemalige Premierminister Rajiv Gandhi von Siddiquis Figur Ganesh Gaitonde beleidigt werde. Gandhis Sohn Rahul Gandhi äußerte sich vier Tage später auf Twitter, dass die Meinungsfreiheit ein fundamentales Recht in einer Demokratie sei. Er fügte hinzu, dass sein Vater im Dienste Indiens lebte und starb und die Ansichten einer fiktiven Figur in einer Webserie dies niemals ändern würden.[10] Obwohl Sinha seine Klage daraufhin zurückzog, gab Netflix am 19. Juli 2018 bekannt, dass eine Stelle in den englischen Untertiteln geändert und die vermeintliche Beleidigung somit entfernt wurde.[11]

## Rezeption
In der Internet Movie Database bekam die Serie eine Bewertung von 8,9 Sternen basierend auf 54.810 abgegebenen Stimmen. Auf Rotten Tomatoes erhielt sie 92 Prozent bei den Kritikern und 95 Prozent bei den Zuschauern (Stand: 11. Juli 2019).
Tim Goodman von The Hollywood Reporter befindet, „Der Pate von Bombay hat klare Mängel (die Klischees in der Handlung, einige vermeidbare schlechte Entscheidungen, die die Charaktere treffen), aber es hat auch etwas Fesselndes an sich, Indiens trostlosen, dunklen Kern zu zeigen im Gegensatz zu fröhlichen, vor Farbe explodierenden Tanzszenen“.

“(…) Despite its verve and visual inventiveness, the series feels muddled and a little wearying at times. (And a lot of cultural and historical references will go over the head of non-Indian viewers.) But as Gaitonde says, his story is like a scorpion — once it stings you, you’re done for.”

„Trotz ihres Elans und ihrer visuellen Vorstellungskraft wirkt die Serie manchmal konfus und etwas ermüdend. (Und viele der kulturellen und historischen Anspielungen werden nicht-indischen Zuschauern entgehen). Aber wie Gaitonde schon sagt, seine Geschichte ist wie ein Skorpion — wird man einmal gestochen, ist man erledigt.“

## Nominierung
Im Jahr 2019 wurde die Serie in der Kategorie Beste Dramaserie für einen International Emmy Award nominiert.